# Märrtjärnen, Dalarna
Märrtjärnen är en sjö i Mora kommun i Dalarna och ingår i Dalälvens huvudavrinningsområde.